# Municipio de Jackson (condado de Benton)
El municipio de Jackson (en inglés: Jackson Township) es uno de los veinte municipios ubicados en el condado de Benton en el estado estadounidense de Iowa. En el año 2000 el municipio tenía una población de 710 habitantes y una densidad poblacional de 7,6 personas por km². Su territorio incluye al de una ciudad, Garrison, y al de una ciudad extinta (abandonada), Benton Station.

## Geografía
El municipio de Jackson se encuentra ubicado en las coordenadas 42°10′02″N 92°06′57″O / 42.16722, -92.11583.